# 污斑腔吻鱈
污斑腔吻鱈，為輻鰭魚綱鱈形目鼠尾鱈科的其中一種，分布於東太平洋夏威夷海域，屬深海底棲性魚類，深度330-600公尺，體長可達20公分，棲息在底中層水域，生活習性不明。